# Insciallah
Insciallah è un romanzo della scrittrice e giornalista italiana Oriana Fallaci pubblicato nel 1990. È ambientato ai tempi della guerra civile in Libano negli anni ottanta, durante l'intervento delle forze internazionali, alle quali partecipò anche l'Italia. Proprio attraverso le vicende personali e comuni dei componenti il contingente italiano nei tre mesi che intercorsero tra gli attentati di Beirut e il ritorno in patria della forza italiana, la Fallaci descrive un complesso retroscena che diventa uno spaccato della società italiana e fasi di scontri armati in cui prevalgono sequenze più dinamiche. Il titolo fa riferimento all'invocazione araba Inshallah.

## Trama
La storia si apre la mattina di domenica 23 ottobre 1983, quando due veicoli caricati ognuno con 5400 chilogrammi di esplosivo distruggono la sede del 1st Battalion 8th Marines americano (causando duecentoquarantuno morti e sessanta feriti) e quella della 3e compagnie du 1er régiment de chasseurs parachutistes francese (causando cinquantotto morti e quindici feriti) a Beirut. Il Comando del contingente italiano è attonito, e si vivono diversi minuti in cui serpeggia il timore che un altro camion possa essere diretto contro il contingente italiano. Il contingente italiano era tuttavia venuto a conoscenza, attraverso alcuni informatori al soldo di Charlie (che ha organizzato una sorta di "ufficio arabo" sulla scorta di quello organizzato da Lawrence d'Arabia durante la prima guerra mondiale) della preparazione degli attentati, e ne aveva informato i comandi alleati che tuttavia avevano ignorato il monito, si scoprirà in seguito che dissidi interni ai gruppi islamisti hanno "fermato" il terzo camion. Alcuni soldati italiani che arrivano sul luogo dell'attentato si trovano di fronte ad un orrore inimmaginabile: soldati morti, decapitati, mutilati, schiacciati e addirittura una bambina che a causa dello spostamento d'aria dell'esplosione è stata scaraventata nello scarico di un water e ridotta "ad una salsiccia umana".
Subito dopo l'attenzione si posa sul contingente italiano, in particolare su alcuni soldati, quasi tutti indicati con un soprannome.
Attraverso episodi delle loro vite e la narrazione di ciò che accade nelle varie sedi del contingente si introducono tutti i personaggi attorno ai quali verteranno le vicende del romanzo. Al Comando del contingente, sotto la guida del "Condor", sono alloggiati i soldati del reparto comando; in uno scantinato ha sede l'"ufficio arabo" di Charlie che gestisce i rapporti con gli informatori arabi e le trattative con la gente del posto, come il potente imam Zandra Sadr. La base Rubino, sede del contingente dei paracadutisti comandato da Falco, è invece in un convento abbandonato; il ritorno delle suore che lo abitavano precedentemente causa molti problemi di convivenza tra religiose e soldati, fino a quando i rapporti non si distenderanno e addirittura alcuni ufficiali (come Armando dalle Mani d'Oro e lo stesso Falco) si lasceranno coinvolgere in relazioni sentimentali più o meno esplicite con le suore. Sierra Mike è la sede del Battaglione San Marco della Marina Militare, comandato da Sandokan un ufficiale così chiamato per il suo aspetto da pirata e l'atteggiamento bellicoso. Con il corso degli eventi questi compirà una grande trasformazione caratteriale che da accanito guerrafondaio lo porterà ad essere un tranquillo pacifista, come suo padre. Completano il contingente italiano i bersaglieri di guardia ai campi profughi palestinesi ed i soldati del battaglione logistico. Vengono anche introdotti personaggi esterni al contingente italiano, come Ninette, giovane e avvenente donna dagli occhi viola con cui il soldato italiano Angelo, protagonista del romanzo, vivrà una relazione molto tormentata, e persone inquietanti come Khalid "Passepartout", adolescente Amal di strada, prostituto e fondamentalista islamico, Rashid, protettore di Passepartout nonché accanito fondamentalista, e il capitano Gassàn, ex studente di medicina cristiano maronita divenuto ufficiale dell'Esercito Regolare Libanese per vendicare la morte del padre.
I protagonisti vivono angosce personali e conducono ricerche che non possono portare a qualcosa di concreto: la ricerca per la formula della vita di Angelo, la segreta delusione di Charlie per essere sempre stato un vincitore, la cieca ubbidienza di Zucchero e la tristezza per la perdita degli antichi valori cavallereschi di Cavallo Pazzo.
Il terzo atto si apre il 25 dicembre 1983, quando il contingente francese abbandona "la torre", un'importante postazione che potrebbe portare forti vantaggi tattici all'una o all'altra fazione. Gli italiani, sottorganico per le licenze di Natale, la possono tenere solo fino alle 17. Una volta abbandonata la torre scoppia la battaglia fra i miliziani sciiti (gli Amal) e l'esercito governativo. La descrizione della battaglia è molto lunga e dettagliata, e rivela anche le grandi capacità della Fallaci e la sua conoscenza dell'ambito bellico. Quando questa si conclude, mentre un soldato italiano va a seppellire una bimba sciita vittima degli scontri, le forze musulmane inquadrate nell'esercito regolare iniziano a schierarsi coi loro correligionari. Da qui prende il via una catena di eventi che porterà irrimediabilmente alla condanna a morte della forza italiana. Angelo uccide Khalid "Passepartout", il quale aveva ucciso Ninette e mutilato un caro amico di Charlie con una bomba a mano a frammentazione Rdg 8: diventa evidente che l'obiettivo di un tranquillo reimbarco del contingente sarà irrealizzabile. L'illogicità del gesto è sottolineata dal fatto che proprio mentre Angelo spara a Passepartout le schegge di una bomba ne crivellano il corpo: Passepartout sarebbe morto ugualmente, esaminandone il corpo però, Rashid, importante capo degli Amal ed amante-protettore di Passepartout, nota un foro di proiettile. Le ultime settimane narrate sono infatti tese e insopportabili; soprattutto l'ultima, quando si è ormai deciso di abbandonare il Libano, che vede una disperata trattativa tra Charlie e Zandra Sadr per garantire alle truppe italiane un rientro in Patria senza incidenti. Gli italiani lasciano, non senza esitazioni, in mano agli arabi quasi tutte le riserve di cibo che avevano portate e l'ospedale da campo. Tutti gli alcolici e le carni di suino, in quanto condannati dal Corano, vengono bruciati, il resto depredato e le attrezzature mediche saccheggiate. Rashid, pazzo per la perdita di Passepartout, monta su un motoscafo caricato con dell'esplosivo e punta contro una delle tre navi che riportano i soldati in Italia.

## Edizioni
- Oriana Fallaci, Insciallah. Romanzo, Rizzoli, 1990,  pp. 796, ISBN 88-17-85374-7.

- Oriana Fallaci, Insciallah, Superpocket. Best seller, Superpocket, 1997,  p. 800, ISBN 88-462-0000-4.

- Oriana Fallaci, Insciallah, Collana Bur Oro, BUR - Rizzoli, 2000,  p. 798, ISBN 88-17-15024-X.

- Oriana Fallaci, Insciallah. Prefazione di Gianni Riotta, collana Opere di Oriana Fallaci, Biblioteca Universale Rizzoli, ottobre 2009,  p. 851, ISBN 88-17-03258-1.
- Oriana Fallaci, Insciallah, Collana best Bur, BUR, Milano, novembre 2014, ISBN 978-88-17-07765-1.